# Stefan Michalak

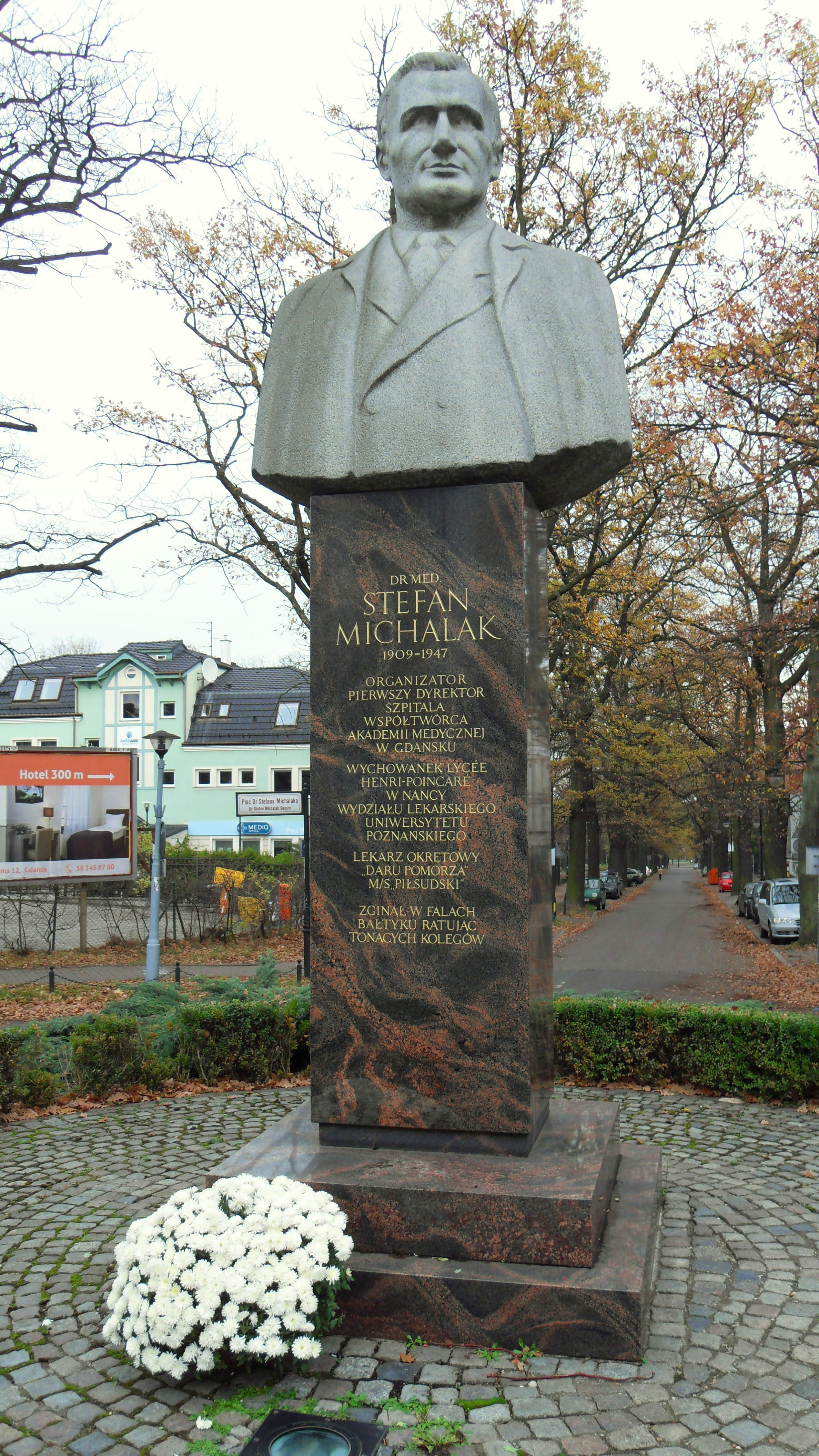
Pomnik Stefana Michalaka przed Gdańskim Uniwersytetem Medycznym

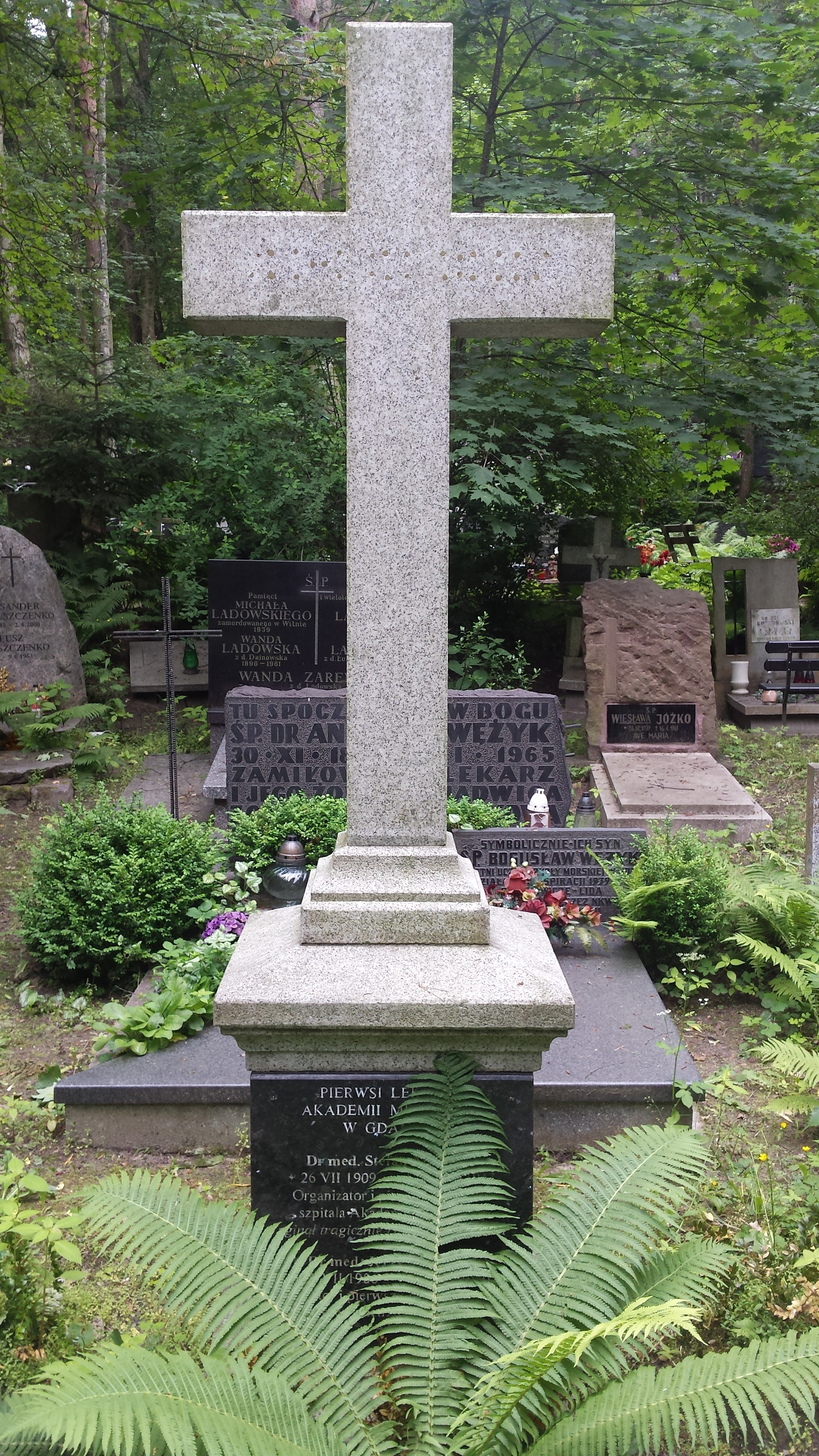
Grób Stefana Michalaka na Cmentarzu Srebrzysko w Gdańsku

Stefan Stanisław Michalak (ur. 26 lipca 1909 w Kilonii, zm. 15 sierpnia 1947 k. Jastrzębiej Góry) – polski lekarz.

## Życiorys
Pierwsze lata życia spędził w Kilonii, gdzie ukończył szkołę podstawową i I rok Königliches Gymnasium. Po odzyskaniu przez Polskę niepodległości jego rodzina przeniosła się do Poznania. W latach 1919–1924 kontynuował naukę w Gimnazjum im. Bergera w Poznaniu. Jako stypendysta rządu francuskiego wyjechał do Nancy, gdzie uczęszczał do Lycée Henri Poincaré (1924–1927) i zrobił maturę. W latach 1927–1933 studiował medycynę na Uniwersytecie w Poznaniu uzyskując dyplom lekarza. Od września 1933 do września 1934 odbywał czynną służbę wojskową w Szkole Podchorążych Sanitarnych w Warszawie i w 3. Pułku Lotniczym w Poznaniu. Od czerwca 1935 do kwietnia 1936 był lekarzem okrętowym na statku „Warszawa”, od kwietnia 1936 do września 1937 na „Darze Pomorza”. Od września 1937 do marca 1938 był lekarzem na m/s „Piłsudski” i m/s „Batory”. Od kwietnia 1938 do sierpnia 1939 zajmował stanowisko lekarza Syndykatu Emigracyjnego, Państwowej Szkoły Morskiej i zastępcy lekarza portowego w Gdyni.
W sierpniu 1939 został zmobilizowany i otrzymał przydział do Szpitala wojennego w Dublanach Laszkach k. Lwowa. Po ataku sowieckim na Polskę dostał się do niewoli. Zdołał uciec z sowieckiego transportu na Wschód i przedostał się do Poznania. Odmówił podpisania volkslisty. Jako pracownik Państwowego Zakładu Higieny zdobywał nielegalnie szczepionkę przeciw durowi plamistemu i przekazywał ją Armii Krajowej. Podczas powstania warszawskiego pomagał ludności cywilnej miasta. Został wówczas ranny w głowę.
W kwietniu 1945 przybył do Gdańska, gdzie został mianowany dyrektorem Szpitala Miejskiego, na bazie którego została zorganizowana Akademia Lekarska. 22 lutego 1946 uzyskał stopień doktora nauk medycznych na Wydziale Lekarskim Uniwersytetu Poznańskiego.
Od 1938 był mężem Haliny z d. Maczuszenko (1911– 2010), z którą miał dwóch synów: Stefana Jacka i Stanisława Jerzego (ur. 1947).
Zginął 15 sierpnia 1947 w pobliżu Jastrzębiej Góry ratując tonących w Morzu Bałtyckim. Został pochowany na gdańskim cmentarzu Srebrzysko (rejon IX, kwatera profesorów-1-72). 

## Ordery i odznaczenia
- Krzyż Oficerski Orderu Odrodzenia Polski (pośniertnie, 20 sierpnia 1947)[2]
- Złoty Krzyż Zasługi (pośmiertnie, 20 sierpnia 1947)[3]
- Medal „Za Odrę, Nysę i Bałtyk” (7 kwietnia 1946)

## Upamiętnienie
Decyzją Rady Miasta Gdańska jego imieniem nazwano plac przed Akademią Medyczną w Gdańsku, a w 2001 odsłonięto tam jego pomnik, którego autorem jest Czesław Gajda.